# Freaky Friday (película de 1976)
Freaky Friday (Viernes loco en España; Un viernes alocado en Hispanoamérica), es una película de comedia fantástica estadounidense de 1976, dirigida por Gary Nelson y protagonizada por Barbara Harris y Jodie Foster. La película está basada en la novela "Freaky Friday" de Mary Rodgers. Cuenta la historia  de la mala relación de una madre y su hija adolescente y como ambas cambian de cuerpo, convirtiendo sus quehaceres en un desafío.
La película fue estrenada en cines de los Estados Unidos el 21 de enero de 1977 por Buena Vista Distribution. Recibió críticas positivas y con elogios por las actuaciones de Foster y Harris. Fue ue un éxito de taquilla, recaudando 36 millones de dólares con un presupuesto de 5 millones.
Además, recibió tres nominaciones en los Premios Globos de Oro, incluyendo Mejor Actriz de Comedia o Musical para ambas protagonistas.

## Argumento
Ellen y Annabel, madre e hija, viven una conflictiva relación. Un viernes 13, las dos al mismo tiempo desean ser la otra... y esto resulta en una comedia de enredos, con una adolescente de 13 años viviendo en el cuerpo de su madre y viceversa.

## Reparto
| - Barbara Harris - Ellen Andrews - Jodie Foster - Annabel Andrews - John Astin - Bill Andrews - Patsy Kelly - Mrs. Schmauss - Dick Van Patten - Harold Jennings - Vicki Shreck - Virginia - Sorrell Booke - Mr. Dilk - Alan Oppenheimer - Mr. Joffert - Ruth Buzzi - entrenador - Kaye Ballard - entrenadora Betsy - Marc McClure - Boris Harris - Marie Windsor - Mrs. Murphy - Sparky Marcus - Ben Andrews - Ceil Cabot - Miss McGuirk - Brooke Mills - Mrs. Gibbons | - Karen Smith - Mary Kay Gilbert - Marvin Kaplan - limpiador de alfombras - Al Molinaro - operario - Iris Adrian - pasajero de bus - Barbara Walden - Mrs. Benson - Shelly Jutner - Hilary Miller - Charlene Tilton - Bambi - Lori Rutherford - Jo-Jo - Jack Sheldon - Lloyd - Laurie Main - Mr. Mills - Don Carter - repartidor - Fuddle Bagley - chofer - Fritz Feld - Mr. Jackman - Dermott Downs - gerente - Jimmy Van Patten - cajero |

## Doblaje
Annabel Andrews - Gaby Uriarte

## Secuelas
Esta película tuvo 3 remakes más una secuela. La primera fue para la televisión, en 1995, con la actuación de Shelley Long y Gaby Hoffmann. La segunda fue un largometraje en 2003 dirigido por Mark Waters, con Lindsay Lohan como la hija, Jamie Lee Curtis como la madre, y una breve reaparición de Marc McClure. El tercero fue estrenado por Disney Channel en el verano del 2018. La cuarta y la más reciente es una secuela de la película del 2003, quien Lindsay Lohan y Jamie Lee Curtis retoman sus papeles de la primera parte, está prevista a estrenarse en 2025.